# Contenimento fisico
Il contenimento fisico consiste nel confinamento e nell'impermeabilizzazione totale o parziale di un terreno o una falda acquifera fortemente contaminati. Si tratta di un processo di tipo in situ.

## Tipologie di intervento
Le tecniche di isolamento sono classificate in quattro distinte categorie:
- Sistemi di isolamento superficiale;
- Cinturazioni perimetrali;
- Sistemi di isolamento del fondo della discarica;
- Sistemi idraulici.

### Sistemi di isolamento superficiale
I Sistemi di isolamento superficiale sono un metodo di intervento che permette una rapida messa in sicurezza ed efficace impermeabilizzazione del terreno contaminato con lo scopo di:
- Prevenire o limitare l'infiltrazione delle acque meteoriche in modo da evitare o ridurre la formazione di percolato con la possibilità di contaminazione del suolo o della falda sottostante il rifiuto.
- Consentire il recupero dell'area e la sua integrazione con l'ambiente circostante, attraverso la crescita di un manto erboso, di piante ed arbusti.
- Controllare eventuali cedimenti.
- Permettere al terreno di resistere a condizioni climatiche critiche (cicli gelo-disgelo, essiccamento…).

Per gestire la complessità dei fattori che vanno ad influenzare i sistemi di isolamento occorre progettare delle coperture multistrato costituite dalle seguenti componenti:
- Un sistema di raccolta del biogas prodotto dalla degradazione dei rifiuti sottostanti, che permetta l'estrazione e il convogliamento all'esterno, attraverso delle tubature, da dove sarà inviato a trattamento.
- Un sistema di impermeabilizzazione che deve evitare l'infiltrazione di acqua nel corpo della discarica.
- Un sistema che permetta il drenaggio delle acque meteoriche.
- Un terreno di copertura che sia adatto alla coltivazione del manto vegetale (che favorisca l'accumulo d'acqua e di sostanze nutrienti per la crescita della vegetazione)
- Infine una copertura vegetale che permetta l'incremento dell'evaporazione e della traspirazione del terreno contaminato, con conseguente riduzione della frazione di acque meteoriche assorbite.

### Cinturazioni perimetrali
Le cinturazioni perimetrali si distinguono a seconda della vista planimetrica che si utilizza per rappresentare l'area contaminata. Le cinturazioni sono verticali (vista dello spaccato del terreno su cui è situata la discarica) o orizzontali (vista dall'alto della discarica).
La cinturazione verticale consiste nell'inserimento di un diaframma (in posizione verticale) con lo scopo di isolare la zona acquifera inquinata in modo da contenere i contaminanti. Il diaframma funge da barriera di protezione e viene inserito fin dentro il sottostante substrato impermeabile. Nel caso il contaminante sia di bassa densità e immiscibile in acqua questo viene inserito nel terreno in modo da isolare soltanto la parte superficiale dell'acquifero.
Nella caso di cinturazione orizzontale si distinguono tre tipologie di cinturazioni:
- Cinturazione parziale a monte della zona inquinata. Consente di deviare il flusso di acqua di falda incontaminata proveniente da monte, evitando che vada a contatto con la zona inquinata.
- cinturazione parziale a valle della zona inquinata. Questa metodologia permette di proteggere la zona a valle ma non impedisce la contaminazione di nuova acqua, per questo deve essere utilizzata soltanto in situazioni che non permettano l'uso di una cinturazione a monte.
- cinturazione completa. È la migliore metodologia di contenimento della zona inquinata e impiegata in associazione ad una copertura superficiale, permette di isolare idraulicamente la fonte inquinante e la zona acquifera contaminata.

### Sistemi di isolamento del fondo
Questi sistemi di isolamento permettono di impermeabilizzare il fondo della zona contaminata attraverso due tipologie di processi:
- Un processo di sostituzione (o iniezione), che consiste nella sostituzione con particolari sostanze impermeabilizzanti della parte liquida ed aeriforme dell'area da trattare.
- Un processo di congelamento, che permette l'impermeabilizzazione del terreno attraverso congelamento del suolo attorno al sito.

Le tecniche che utilizzano il processo di sostituzione sono le seguenti:
- Iniezione per fratturazione idraulica. Consiste nel realizzare dei fori di sondaggio verticali e sul fondo di questi delle aperture orizzontali. Successivamente si effettua un'iniezione di un fluido cementante (con pressione superiore a quella di rottura del suolo) che, attraverso le aperture orizzontali, si espande fino ad incontrare il fluido proveniente dai fori adiacenti. Con questa tecnica, se pur economica e di veloce realizzazione, risulta difficile il controllo dell'impermeabilizzazione, dell'uniformità e della continuità della barriera creata. È quindi impiegata soltanto in situazioni che richiedo interventi urgenti.
- Iniezioni per permeazione. Diversamente dal metodo precedente si realizza l'iniezione di un fluido impermeabile viscoso ad una pressione inferiore a quella di rottura del terreno, questo permette di riempire in modo graduale i vuoti naturali esistenti. Il metodo si applica con successo solo in suoli permeabili a granulometria sabbiosa e/o ghiaiosa. La continuità della barriera che si ottiene dal processo risulta piuttosto inaffidabile ed il suo grado di permeabilità alquanto variabile. Per la realizzazione di un efficace contenimento occorre quindi predisporre uno spessore di materiale impermeabilizzante piuttosto consistente, con i relativi costi associati.
- Iniezione con tecnica jet grouting. È il metodo più versatile per l'impermeabilizzazioni di fondo delle discariche incontrollate. Consiste nel realizzare alla profondità voluta perforazioni verticali attraverso cui effettuare iniezioni orizzontali di fluidi viscosi (malta di cemento) ad alta pressione (dell'ordine di 500 atm). In questo modo si vanno a formare dei dischi cilindrici verticali impermeabilizzanti compenetrati tra loro. La tecnica è applicabile in svariate tipologie di terreno, dalle ghiaie sabbiose ai limi.

Il processo di impermeabilizzazione per congelamento è una metodologia innovativa di contenimento laterale e di fondo. La barriera viene realizzata congelando un opportuno spessore di terreno attorno all'area del sito grazie all'utilizzo di tubazioni di refrigerazione che vengono portate ad una temperatura di circa -300 °C. La barriera si forma per effetto del congelamento dell'acqua presente naturalmente nei pori del terreno.

### Sistemi idraulici
I sistemi idraulici di isolamento sono utilizzati per contenere gli inquinanti prodotti dalle discariche o per il controllo delle acque sotterranee. I sistemi idraulici sono detti “sistemi attivi” in quanto, diversamente dalle tecniche precedenti, richiedono l'utilizzo continuativo di energia. Un processo di questo tipo è il Pump and Treat (si veda scheda Pump and treat).

## Applicazioni
Gli interventi di contenimento fisico sono utilizzati nel caso non sia possibile (in via provvisoria o definitiva) per motivi tecnici o economici, realizzare la bonifica della area contaminata. Attraverso i sistemi di isolamento superficiale, di cinturazioni perimetrali e di isolamento del fondo, che costituiscono le componenti del sistema di contenimento fisico di un sito contaminato, è possibile isolare la porzione di terreno o la zona della falda inquinata. Esistono molteplici metodi per realizzare il Contenimento Fisico, come si è visto sopra, a seconda del tipo di terreno, della tipologia di contaminante e della fonte di inquinamento. Le applicazioni più comuni sono legate alla messa in sicurezza di rifiuti presenti in discariche incontrollate (o esauste) e di acquiferi contaminati da sostanze inquinanti.